# Петр Сейна
Петр Сейна (словац. Peter Sejna; 5 жовтня 1979, м. Ліптовський Мікулаш, ЧССР) — словацький хокеїст, лівий захисник.

## Кар'єра
Петр вихованець словацького клубу Ліптовски Мікулаш у молодіжному складі якого він виступав з 1996 по 1998 роки. У сезоні 1998/99 переїхав до Північної Америки, де виступав за клуб «Де-Мойн Баккенірс» (ХЛСШ),  ще три роки відіграв за команду Коледж Колорадо (НКАА). Наприкінці сезону 2002/03 дебютував у складі клубу НХЛ «Сент-Луїс Блюз». За п'ять сезонів у складі «блюзменів» Сейна провів 43 матчі та набрав 7 очок (4+3), більшість часу він виступав у фарм-клубі «блюзменів» в АХЛ «Вустер АйсКетс» та «Пеорія Райвермен».
Влітку 2007 захисник уклав контракт з ЦСК Лайонс (НЛА) та у першому ж сезоні стає чемпіоном Швейцарії, а також виграє хокейну лігу чемпіонів. У 2010 році переходить до ХК «Давос» у складі якого стає вдруге чемпіоном Швейцарії.
На початку сезону 2012/13 Сейна продовжив кар'єру у «Рапперсвіль-Йона Лейкерс» з яким уклав дворічний контракт.
Сезон 2014/15 проводив за ХК «Ла Шо-де-Фон» у НЛБ після чого завершив кар'єру гравця.

## Нагороди та досягнення
- 2008 чемпіон Швейцарії у складі ЦСК Лайонс
- 2009 переможець хокейної ліги чемпіонів у складі ЦСК Лайонс
- 2009 переможець Кубок Вікторії у складі ЦСК Лайонс
- 2011 чемпіон Швейцарії у складі ХК «Давос»

## Статистика
| Сезон                      | Клуб                       | Ліга                       | Регулярний сезон | Регулярний сезон | Регулярний сезон | Регулярний сезон | Регулярний сезон | Плей-оф | Плей-оф | Плей-оф | Плей-оф | Плей-оф |
| Сезон                      | Клуб                       | Ліга                       | І                | Г                | П                | О                | ШХ               | І       | Г       | П       | О       | ШХ      |
| -------------------------- | -------------------------- | -------------------------- | ---------------- | ---------------- | ---------------- | ---------------- | ---------------- | ------- | ------- | ------- | ------- | ------- |
| 1996/97                    | Ліптовски Мікулаш          | СЕ                         | 29               | 3                | 5                | 8                | 2                | –       | –       | –       | –       | –       |
| 1997/98                    | Ліптовски Мікулаш          | СЕ                         | 34               | 5                | 6                | 11               | 6                | –       | –       | –       | –       | –       |
| 1998/99                    | «Де-Мойн Баккенірс»        | ХЛСШ                       | 52               | 40               | 23               | 63               | 26               | 14      | 11      | 6       | 17      | 8       |
| 1999/00                    | «Де-Мойн Баккенірс»        | ХЛСШ                       | 58               | 41               | 53               | 94               | 36               | 9       | 5       | 4       | 9       | 4       |
| 2000/01                    | Коледж Колорадо            | НКАА                       | 41               | 29               | 29               | 58               | 10               | –       | –       | –       | –       | –       |
| 2001/02                    | Коледж Колорадо            | НКАА                       | 43               | 26               | 24               | 50               | 16               | –       | –       | –       | –       | –       |
| 2002/03                    | «Сент-Луїс Блюз»           | НХЛ                        | 1                | 1                | 0                | 1                | 0                | –       | –       | –       | –       | –       |
| 2002/03                    | Коледж Колорадо            | НКАА                       | 42               | 36               | 46               | 82               | 12               | –       | –       | –       | –       | –       |
| 2003/04                    | «Сент-Луїс Блюз»           | НХЛ                        | 20               | 2                | 2                | 4                | 4                | –       | –       | –       | –       | –       |
| 2003/04                    | «Вустер АйсКетс»           | АХЛ                        | 59               | 12               | 29               | 41               | 13               | 10      | 3       | 3       | 6       | 10      |
| 2004/05                    | «Вустер АйсКетс»           | АХЛ                        | 64               | 17               | 21               | 38               | 24               | –       | –       | –       | –       | –       |
| 2005/06                    | «Сент-Луїс Блюз»           | НХЛ                        | 6                | 1                | 1                | 2                | 4                | –       | –       | –       | –       | –       |
| 2005/06                    | «Пеорія Райвермен»         | АХЛ                        | 44               | 19               | 31               | 50               | 18               | 4       | 3       | 0       | 3       | 2       |
| 2006/07                    | «Сент-Луїс Блюз»           | НХЛ                        | 22               | 3                | 1                | 4                | 4                | –       | –       | –       | –       | –       |
| 2006/07                    | «Пеорія Райвермен»         | АХЛ                        | 39               | 12               | 24               | 36               | 12               | –       | –       | –       | –       | –       |
| 2007/08                    | ЦСК Лайонс                 | НЛА                        | 38               | 16               | 21               | 37               | 4                | 17      | 7       | 6       | 13      | 2       |
| 2008/09                    | ЦСК Лайонс                 | НЛА                        | 41               | 17               | 25               | 42               | 28               | 3       | 0       | 1       | 1       | 0       |
| 2009/10                    | ЦСК Лайонс                 | НЛА                        | 38               | 17               | 17               | 34               | 2                | –       | –       | –       | –       | –       |
| 2010/11                    | ХК «Давос»                 | НЛА                        | 15               | 5                | 3                | 8                | 2                | 7       | 1       | 5       | 6       | 2       |
| 2011/12                    | ХК «Давос»                 | НЛА                        | 49               | 19               | 16               | 35               | 6                | 4       | 0       | 0       | 0       | 0       |
| 2012/13                    | «Рапперсвіль-Йона Лейкерс» | НЛА                        | 47               | 20               | 17               | 37               | 22               | 12      | 4       | 1       | 5       | 12      |
| 2013/14                    | «Рапперсвіль-Йона Лейкерс» | НЛА                        | 48               | 11               | 9                | 20               | 18               | 11      | 2       | 6       | 8       | 2       |
| 2014/15                    | ХК «Ла Шо-де-Фон»          | НЛБ                        | 20               | 7                | 10               | 17               | 2                | 0       | 0       | 0       | 0       | 0       |
| ХЛСШ разом                 | ХЛСШ разом                 | ХЛСШ разом                 | 110              | 81               | 76               | 157              | 46               | 23      | 16      | 10      | 26      | 12      |
| НКАА разом                 | НКАА разом                 | НКАА разом                 | 126              | 91               | 99               | 190              | 38               | –       | –       | –       | –       | –       |
| АХЛ разом                  | АХЛ разом                  | АХЛ разом                  | 206              | 60               | 105              | 165              | 67               | 14      | 6       | 3       | 9       | 12      |
| НХЛ разом                  | НХЛ разом                  | НХЛ разом                  | 49               | 7                | 4                | 11               | 12               | –       | –       | –       | –       | –       |
| Словацька Екстраліга разом | Словацька Екстраліга разом | Словацька Екстраліга разом | 63               | 8                | 11               | 19               | 8                | –       | –       | –       | –       | –       |
| НЛА разом                  | НЛА разом                  | НЛА разом                  | 256              | 105              | 108              | 213              | 82               | 42      | 10      | 18      | 28      | 6       |